# جورج ال ولینگتون
جورج ال؛ ولینگتون (به انگلیسی: George Louis Wellington) سناتور سابق عضو حزب دموکرات ایالات متحده آمریکا بود. وی در سال ۱۸۹۷ تا ۱۹۰۳ میلادی سناتور ایالت مریلند در سنای ایالات متحده آمریکا بود.